# James Chan Soon Cheong
James Chan Soon Cheong (chiń. 曾顺祥; pinyin Zēng Shùnxiáng; ur. 26 lipca 1926 w Selama, zm. 22 kwietnia 2023 w Plentongu) – malezyjski duchowny rzymskokatolicki, w latach 1973–2001 biskup Melaka-Johor.

## Życiorys
Święcenia kapłańskie przyjął 9 sierpnia 1959. 18 grudnia 1972 został prekonizowany biskupem Melaka-Johor. Sakrę biskupią otrzymał 8 czerwca 1973. 10 grudnia 2001 przeszedł na emeryturę.